# Julia Wege
Julia Wege (* 1986) ist eine deutsche Sozialarbeiterin, Autorin, Kuratorin und Professorin an der Hochschule Ravensburg-Weingarten.

## Leben und Wirken
Julia Wege wuchs in Baden-Württemberg am Bodensee auf. Ab 2005 studierte sie in Heidelberg Soziale Arbeit und war zwischen 2008 und 2012 im Bereich der Wohnungslosenhilfe tätig. In ihrer Masterarbeit im Jahre 2010 an der SRH Hochschule Heidelberg untersuchte sie die Situation weiblicher Prostituierter. 2012 gründete sie in Mannheim die Beratungsstelle Amalie, deren Leiterin sie bis 2021 war und deren Beirat sie im Jahre 2022 angehörte. Parallel dazu war Wege im Jahre 2017 Referentin im Referat Gleichstellung des Ministeriums für Soziales, Gesundheit und Integration Baden-Württemberg.
In ihrer Dissertation untersuchte sie Biografien in der Prostitution. Ihre Lehr- und Forschungsschwerpunkte liegen in der Gemeinwesenarbeit sowie auf Methoden und Theorien sozialer Arbeit.
Wege trat in der ZDF-Reihe 37 Grad auf. In arte-Fernsehdokumentationen zum Thema Zwangsprostitution sowie auf Bibel TV fungierte sie als Sachverständige.
Wege lebt in Mannheim.

## Veröffentlichungen (Auswahl)

### Monografien
- Biografische Verläufe von Frauen in der Prostitution. Eine biografische und ethnografische Studie. Springer VS Wiesbaden. veröffentlicht am 3. August 2021. Softcover ISBN 978-3-658-34836-6.

### Aufsätze in Fachzeitschriften
- Lebensbiografien von Frauen in der Prostitution, Trauma, Jg. 20, 2/2022, S. 26–35.

- Das (un-)sichtbare Feld der Prostitution. Gemeinwesenarbeit und Streetwork als methodische Zugänge, Soziale Arbeit, 3/2018, S. 100–106.

- Zwischen ökonomischem Tauschgeschäft und schwierigem Ausstieg – Soziale Arbeit mit Frauen in der Prostitution, Sozialmagazin, 9/10, S. 88–97.

- Prostitution und Soziale Arbeit zwischen Ausstiegsberatung, Einzelfallhilfe und gesellschaftspolitischer Arbeit, Soziale Arbeit, 11/2015, S. 410–419.

- Gelingende Nachbarschaft – Aktivierende Befragung als Methode in sozialen Brennpunkten, Soziale Arbeit, 1/2012, S. 17–24.

- Wohnungslosigkeit als Folge multipler Problemlagen – Neue Zielgruppen und Versorgungslücken im Hilfesystem, Soziale Arbeit, 11/2012, S. 408–414.

- Soziale Arbeit und Prostitution – Handlungsbedarf und Entwicklungsmöglichkeiten in einem tabuisierten Berufsfeld, Soziale Arbeit, 1/2011, S. 8–18.